# Super-Kamiokande
Super-Kamiokande (Super-Kamioka Neutrino Detection Experiment) is een neutrinodetector in Japan. Het is de opvolger van Kamiokande en werd in 1996 in gebruik genomen. 
Hij is ontworpen voor de studie van de neutrino's afkomstig van de zon, de zogenaamde zonneneutrino's, en kosmische neutrino's die ontstaan in onze atmosfeer. Er is ook onderzoek gedaan naar de neutrino's afkomstig van supernova-explosies in de Melkweg. Ook het protonverval werd er onderzocht. Voor dit werk ontving professor Masatoshi Koshiba in 2002 de Nobelprijs voor Natuurkunde.
Super-Kamiokande bevindt zich 1000 meter onder de grond in de Mozumi-mijn van de Kamioka Mining and Smelting Co. in Hida (voorheen Kamioka), Gifu, Japan. Hij is gevuld met 50.000 ton zeer zuiver water, omgeven door 11.000 fotomultiplicatoren. De cilindrische structuur is 40 meter hoog en heeft een diameter van 40 m. Wanneer een neutrino reageert met een atoomkern of een elektron van het water kan een deeltje gegenereerd worden dat in water sneller beweegt dan de lichtsnelheid in water. Dit creëert een blauwe lichtkegel door het Tsjerenkov-effect. Het specifieke patroon van deze lichtflits verschaft informatie over de richting van het inkomende neutrino. In geval van een atmosferisch neutrino kan men hieruit ook het type neutrino afleiden.